# Famille de Lavaulx
 (mai 2024).
Si vous disposez d'ouvrages ou d'articles de référence ou si vous connaissez des sites web de qualité traitant du thème abordé ici, merci de compléter l'article en donnant les références utiles à sa vérifiabilité et en les liant à la section « Notes et références ».
La famille de Lavaulx appartient à la noblesse du duché de Bar dont elle est originaire, puis du duché de Lorraine, tous deux devenus français en 1766.
La branche subsistante est issue d'Erard de Lavaulx, armé chevalier avant 1512, maréchal des logis du duc Antoine de Lorraine, légitimé par lettres de celui-ci. Il était un enfant naturel de François de Lavaulx (v. 1415- v. 1480) et d’Alexisse de Dampierre. 
Cette famille compte parmi ses membres des officiers et un aéronaute et aviateur, elle est actuellement représentée en Autriche, en Allemagne, en France et en Australie.

## Histoire
Selon Henri Jougla de Morenas, la famille de Lavaulx remonte sa filiation prouvée à Wary de Laval, seigneur de Marville, allié à Marie de Vienne, et aïeul d’un autre Wary, chevalier, maréchal du duché de Bar en 1420, qui épousa avant 1372 Jeanne de Sorbey.
Cette famille appartient à la noblesse française subsistante d'ancienne extraction sur preuves de 1495 écrit Régis Valette. 
Elle s'est implantée dans la région de Neufchâteau et à Nancy du XVIe au XVIIIe siècle et essaima en plusieurs branches.

## Famille de Lavaulx originaire du Barrois (éteinte)
Elle s’est éteinte en 1685 dans le Saulnois (Dieuze). 
Ses principales alliances sont : Boulange, Colmey, Thonne-le-Thil, Montigny, Sorbey, Barbançon, Montoy, Barbas, Lenoncourt, Sampigny, Gomery, Failly, Thiaucourt, Bauclain, Custine, Xonot, Pouilly, Gourcy, Vilosnes.
Les principaux personnages sont :
- Jean de Lavaulx (v. 1315- v. 1389), capturé en 1371 lors de la bataille de Basweiler, en combattant pour son suzerain Wenceslas Ier de Luxembourg et de Brabant ;
- Husson de Lavaulx (v. 1345- ap. 1389) son fils, capturé en 1439 à la bataille de Ligny opposant le duc de Bar à la ville de Metz.
- Jacques de Lavaulx, prieur de Saint-Dagobert à Stenay, frère du précédent ;
- Renaud de Lavaulx, prieur de Relanges en 1345 ;
- Henri de Lavaulx (v. 1355-ap. 1429), prévôt de Virton (Luxembourg) ;
- Wary de Lavaulx (v. 1375- v. 1439), fils du précédent, qui compte en 1416 à Bar-le-Duc parmi les fondateurs de la Compagnie du Lévrier Blanc, origine de l’ordre de Saint-Hubert ;
- Wary de Lavaulx, abbé de Saint-Michel à Saint-Mihiel (1455-1493). Il reçut à l’abbaye en 1461 la reine d’Angleterre Marguerite d’Anjou, femme d’Henri VI, puis le roi René d’Anjou, son père. Il présida le tribunal des Grands Jours de Saint-Mihiel en 1489[4]

## Branche naturelle légitimée (subsistante)

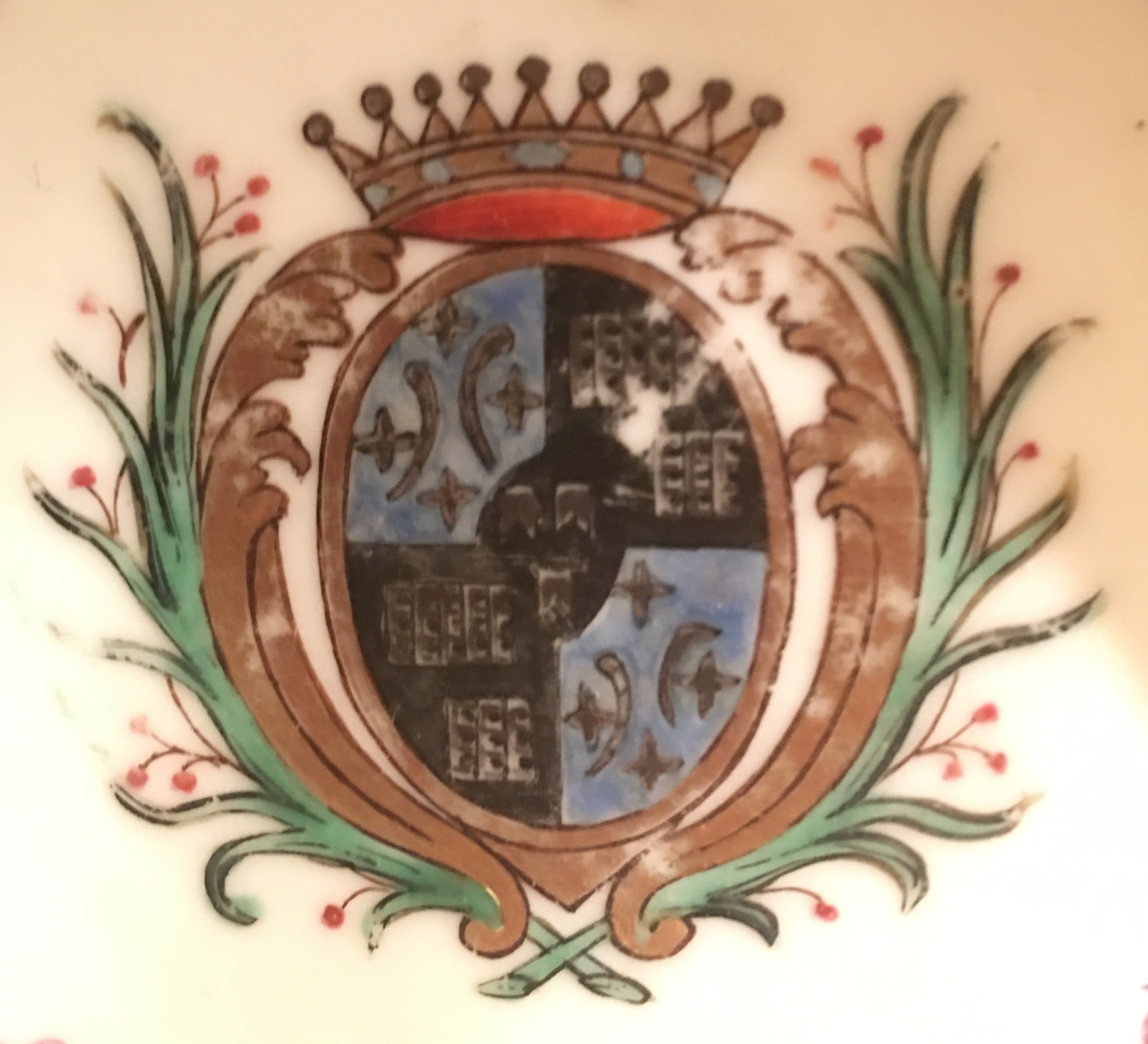
Armes des Lavaulx au XVIIIe siècle.

Une deuxième famille de Lavaulx est issue d’Erard de Lavaulx, fils naturel légitimé de François de Lavaulx (v. 1415- v. 1480) et d'Alix ou Alexisse de Dampierre. Elle prouve une filiation noble depuis l'année 1495,.
De plus, les Lavaulx ont également compté en 1711 un chanoine de la Primatiale de Nancy, Antoine Gabriel de Lavaulx. Enfin, ils ont siégé au tribunal des Assises de Lorraine, prérogative réservée aux familles de la chevalerie des duchés.
Elle s'est implantée dans la région de Neufchâteau et à Nancy du XVIe au XVIIIe siècle et essaima en plusieurs branches : 
Branche de Gironcourt (Gironcourt-sur-Vraine) ou branche aînée
Les principales alliances de cette branche sont : Vicrange, Bildstein, Chamisso, Chastenoy, Pullenois, Royer d’Andilly. Georges Poull fait en outre l'hypothèse d'un remariage de Didier de Vigneulles, écuyer, seigneur de Bettainvillers, avec Marguerite, fille d'Erard de Lavaulx, en 1549.
En font partie notamment : 
- Erard de Lavaulx (v. 1465-1549), seigneur de Gironcourt-sur-Vraine et Vrécourt, officier au service du duc Antoine de Lorraine, en Italie, en France et en Allemagne, participa à la prise de Châtel-sur-Moselle, dont il fut capitaine de 1535 à 1537, repoussant les troupes bourguignonnes. Il siégea au tribunal des Assises à Nancy en 1523 et prit part au cortège funèbre du duc Antoine à Nancy en 1546,
  - Henri de Lavaulx, (v. 1515-1557), seigneur de Gironcourt, officier du régiment du prince de Salm, comte sauvage du Rhin, au service du roi Henri II de France.
  - Jean-Claude de Lavaulx, baron de Gironcourt, prit part aux cérémonies du deuil du duc Charles III à Nancy en 1608 ;

Première branche de Vrécourt, à Vrécourt, cadette de la précédente
Les principales alliances de cette branche sont : d’Aulcy, Faletans, Lützelbourg, de Choiseul d’Isches, Barbeau de Thiancourt, Labbé de Beauffremont, Civalart, Montarby, Lescamoussier, Raigecourt.
En font notamment partie :
- Jean de Lavaulx (v. 1525-1586) frère d’Henri de Lavaulx, seigneur en partie de Vrécourt, lieutenant du gouverneur de la Mothe-en-Barrois,
  - Adam de Lavaulx (v. 1559-1615), 1er baron de Vrécourt en 1612,
  - Jeanne de Lavaulx (v. 1560-ap. 1609), épousa Antoine II de Choiseul d’Isches, gouverneur de la Mothe-en Barrois et fut mère d’Antoine III de Choiseul d’Isches, également gouverneur de cette ville, tué lors du siège de 1634 contre l’armée française,
  - Anne-Charlotte de Lavaulx de Vrécourt (1670-v.1736), épousa Claude Labbé de Beauffremont, président de la Chambre des comptes de Lorraine, baron de Beauffremont et seigneur de Vrécourt ;

Deuxième branche de Vrécourt et d’Autriche
Les principales alliances de cette branche autrichienne, qui est la branche aînée actuelle, sont : von Enzenberg, de Guillebon, de Rune, de Peychpeyrou-Comminges de Guitaut, d’Amédor de Mollans, de Greische, von Christianstadt, Szruncjk, Clary von Sparbersbach, von Rall, Dobrensky z Dobrenik, Dubsky z Trebomislic, Flondor, Veznik von Veznik, Korensky z Teresov, Mitrovsky z Nemsyl, von Oppersdorf, von Watlet, von Schönberg, Weyvoda von Stromberg, Schmidegg von Sàr Làdàny, von Grigorcea, von Küsswetter, Scarpetetti von Unterwegen, von Türkenburg. En font notamment partie :

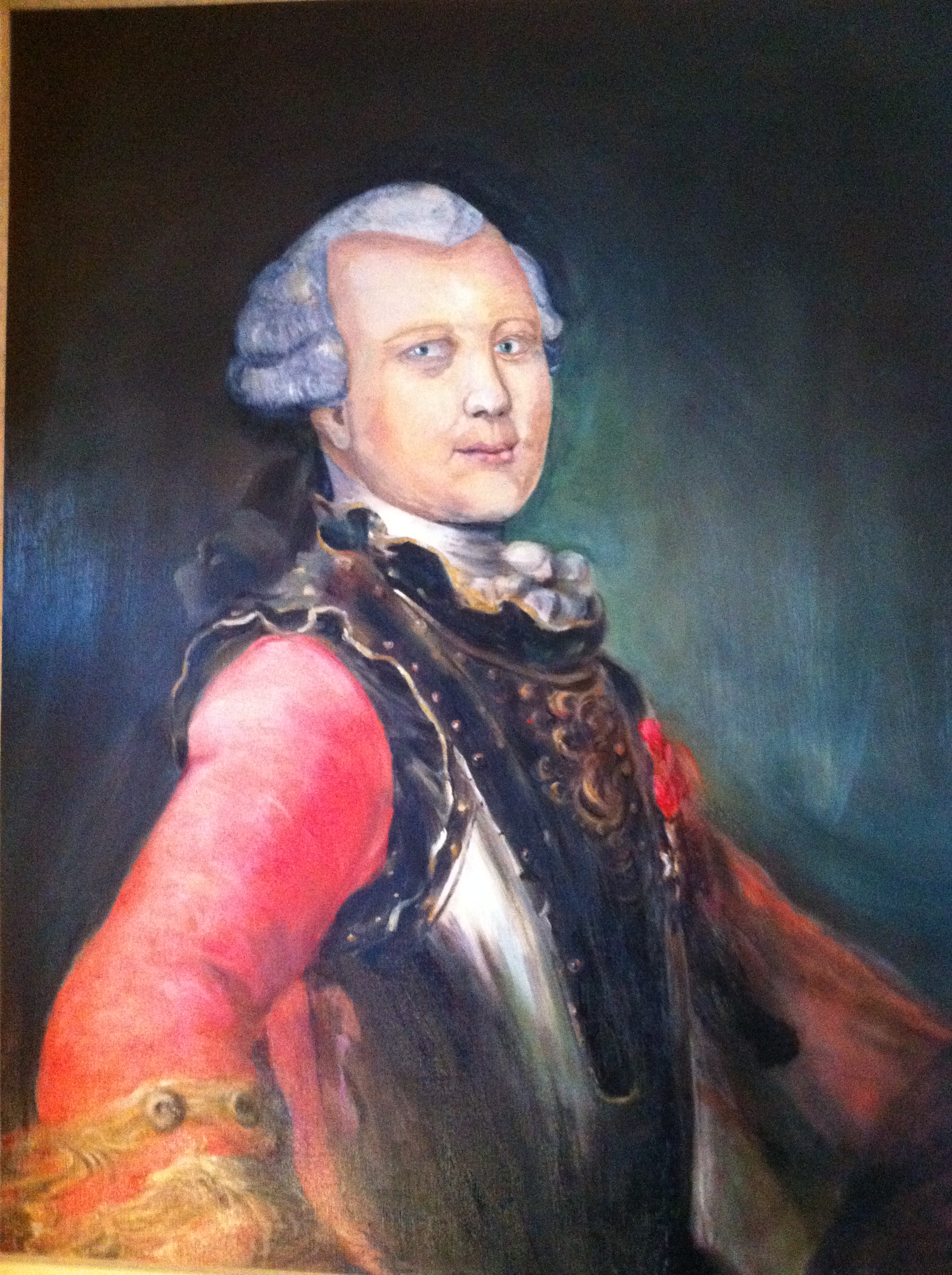
Jean Charles François de Lavaulx.

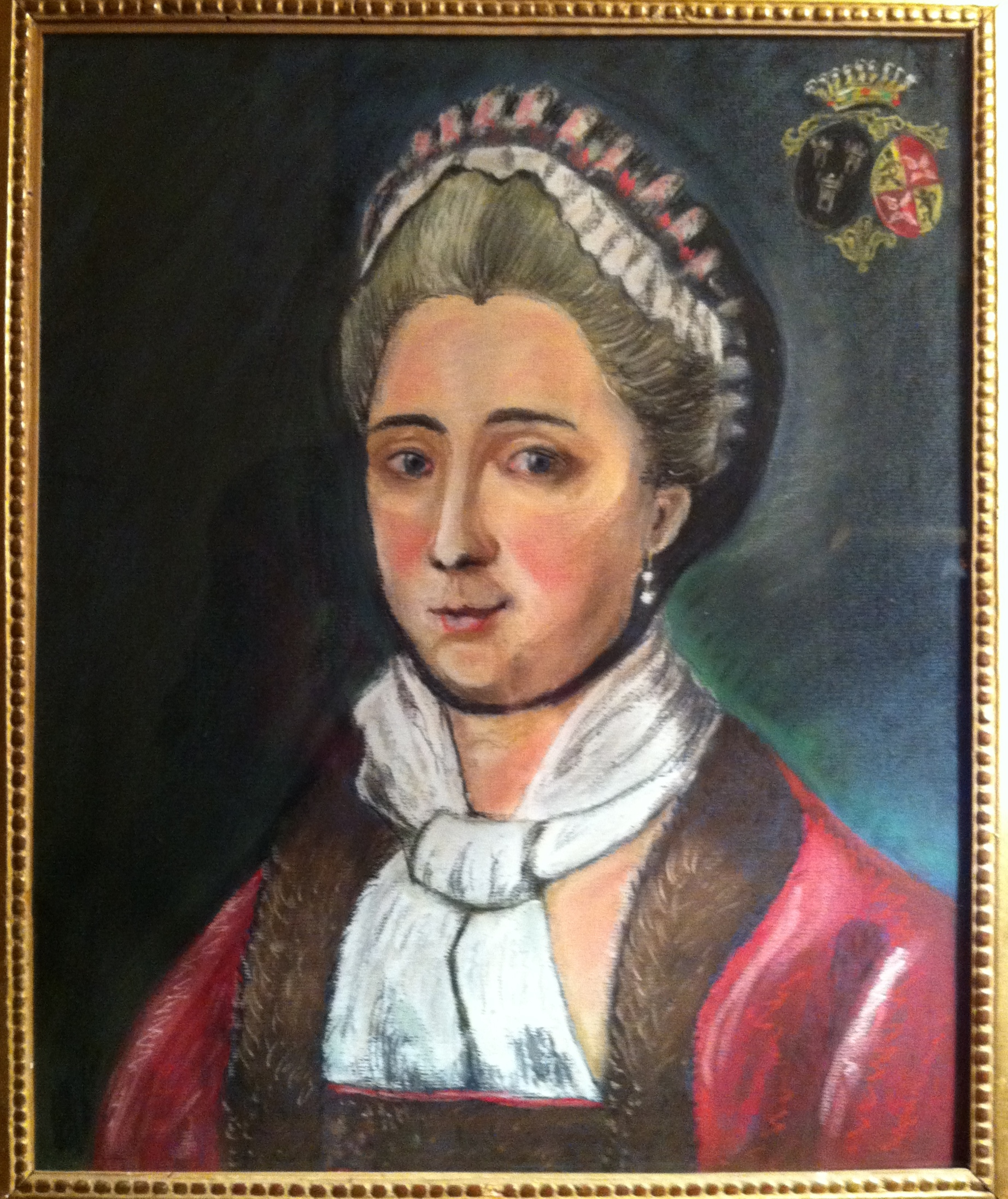
Marie-Madeleine de Lavaulx née Pechpeyrou de Comminges de Guitaut.

- Jean Charles François de Lavaulx de Vrécourt (1730-1769), page de la duchesse de Lorraine Élisabeth Charlotte, capitaine au régiment des Gardes-Lorraine, guidon de la Petite Gendarmerie de France à Lunéville, chambellan du roi de Pologne, duc de Lorraine et de Bar Stanislas Leszczynski,

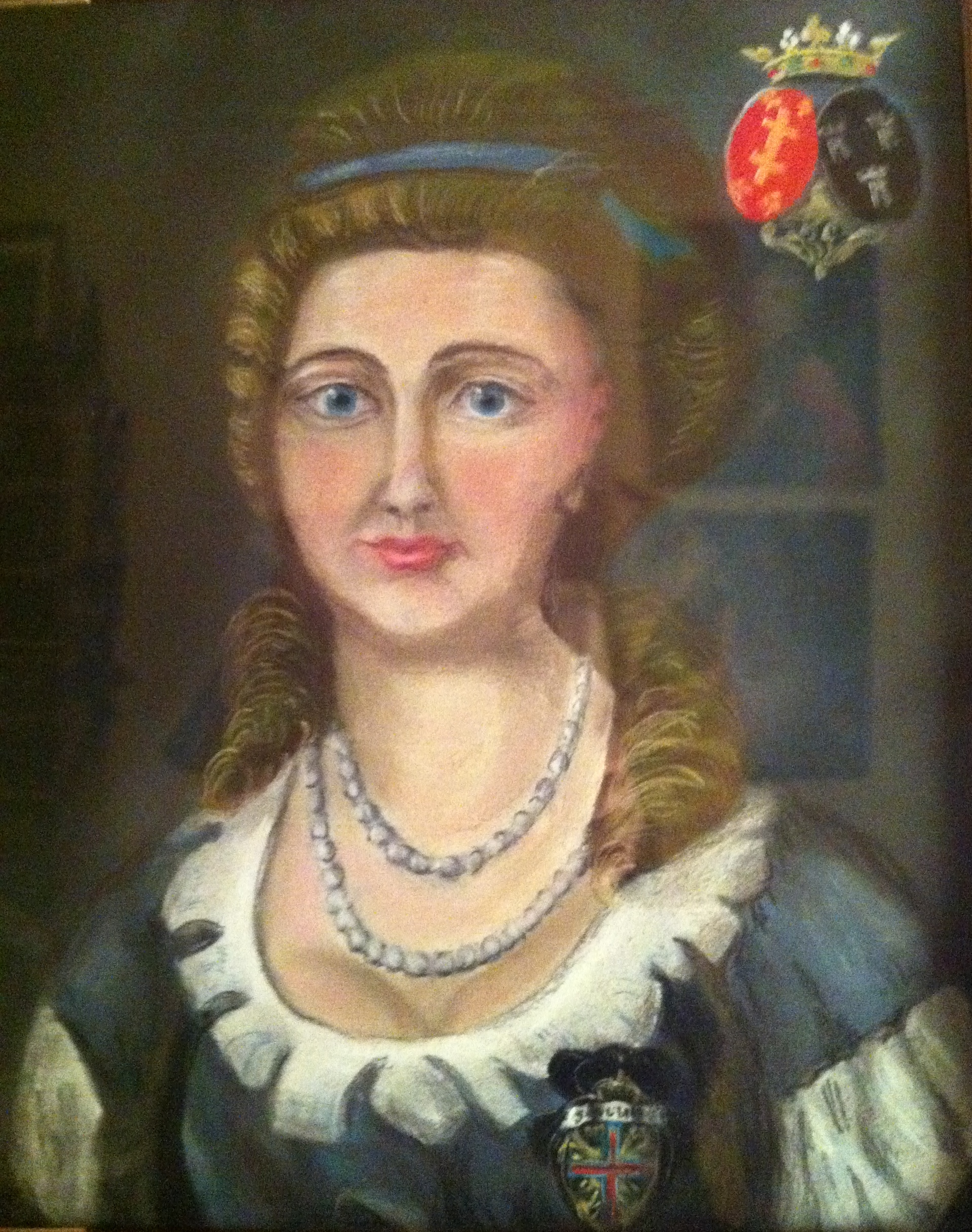
Anne Charlotte de Lavaulx de Vrécourt, Ctesse de Mollans.

- - Anne Charlotte de Lavaulx de Vrécourt (1755-1832) sa fille, épousa le marquis Laurent de Mollans et reçut la distinction autrichienne de l'ordre de la Croix Étoilée.

- - François de Lavaulx de Vrécourt (1694-1744), officier de cuirassiers de l’Empereur d’Autriche,
  - Anton de Lavaulx de Vrécourt (1769-1832), officier de l’armée impériale et royale, contre-attaque de nuit en 1796 dans Bamberg prise par les Français, capture 2 officiers et 200 soldats. Il combat par la suite aux batailles d’Aspern et de Wagram,
  - Richard de Lavaulx de Vrécourt (1874-1954), officier général de l’armée impériale et royale ;

Branche de Sommerécourt, à Sommerécourt
Les principales alliances de cette branche sont : de Rothe, de Vignerot du Plessis de Richelieu, d’Estourmel, Saguier de Luigné, Ruelland du Tiercent, Belot de Ferreux, Villiers de la Noüe, Lecointre, Rolland d’Erceville. 
On distingue notamment :

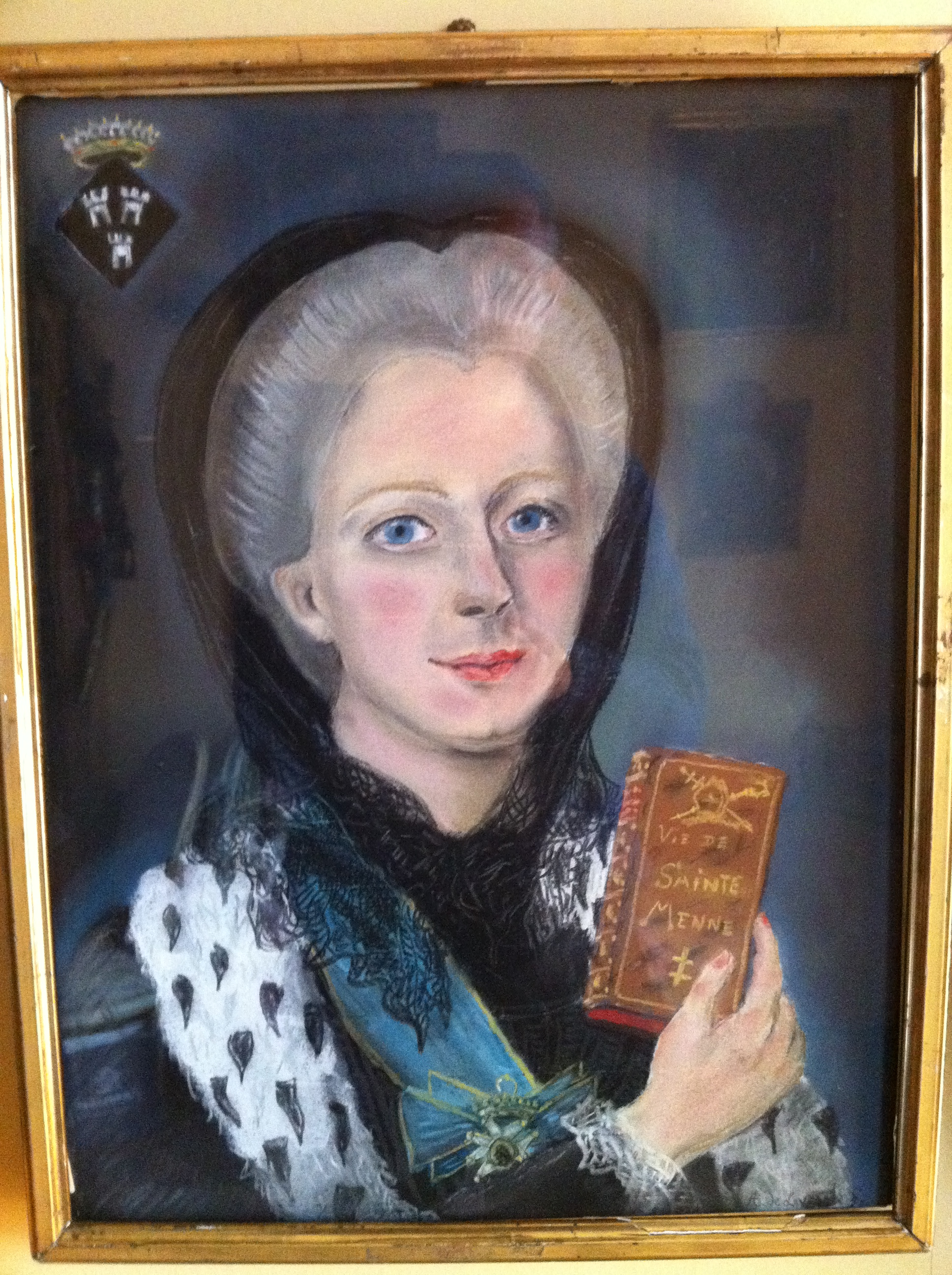
Jeanne Catherine Josèphe de Lavaulx.

- Jeanne Catherine Josèphe de Lavaulx de Sommerécourt (1741-1815), comtesse de Rothe, par son premier mariage. Elle épousa en deuxième mariage en 1780 le maréchal de Richelieu (1696-1788) vainqueur de Port-Mahon, ambassadeur du roi de France à Vienne, président du tribunal des maréchaux de France, et qui s'était déjà marié deux fois,
  - Charles Nicolas Joseph de Lavaulx de Sommerécourt (1738-1815) son frère, garde-marine, capitaine de vaisseau, membre de la société de l’ordre de Cincinnatus, commandant la frégate la Terpsichore en 1780, présenté au honneurs de la Cour en 1783. Il émigra en 1792 et combattit dans l’armée du prince de Condé,
  - Louis de Lavaulx (1781-1858) son fils, officier au 4e régiment de dragons sous l’Empire, a fait les campagnes d’Espagne, du Portugal et d’Autriche (bataille de Dürnstein). Rallié à Louis XVIII, il est blessé sous les murs d’Amiens en 1815,
  - Roland et Roger de la Vaulx, engagés volontaires dans le régiment des Zouaves pontificaux à Rome en 1860, firent campagne contre les troupes garibaldiennes,

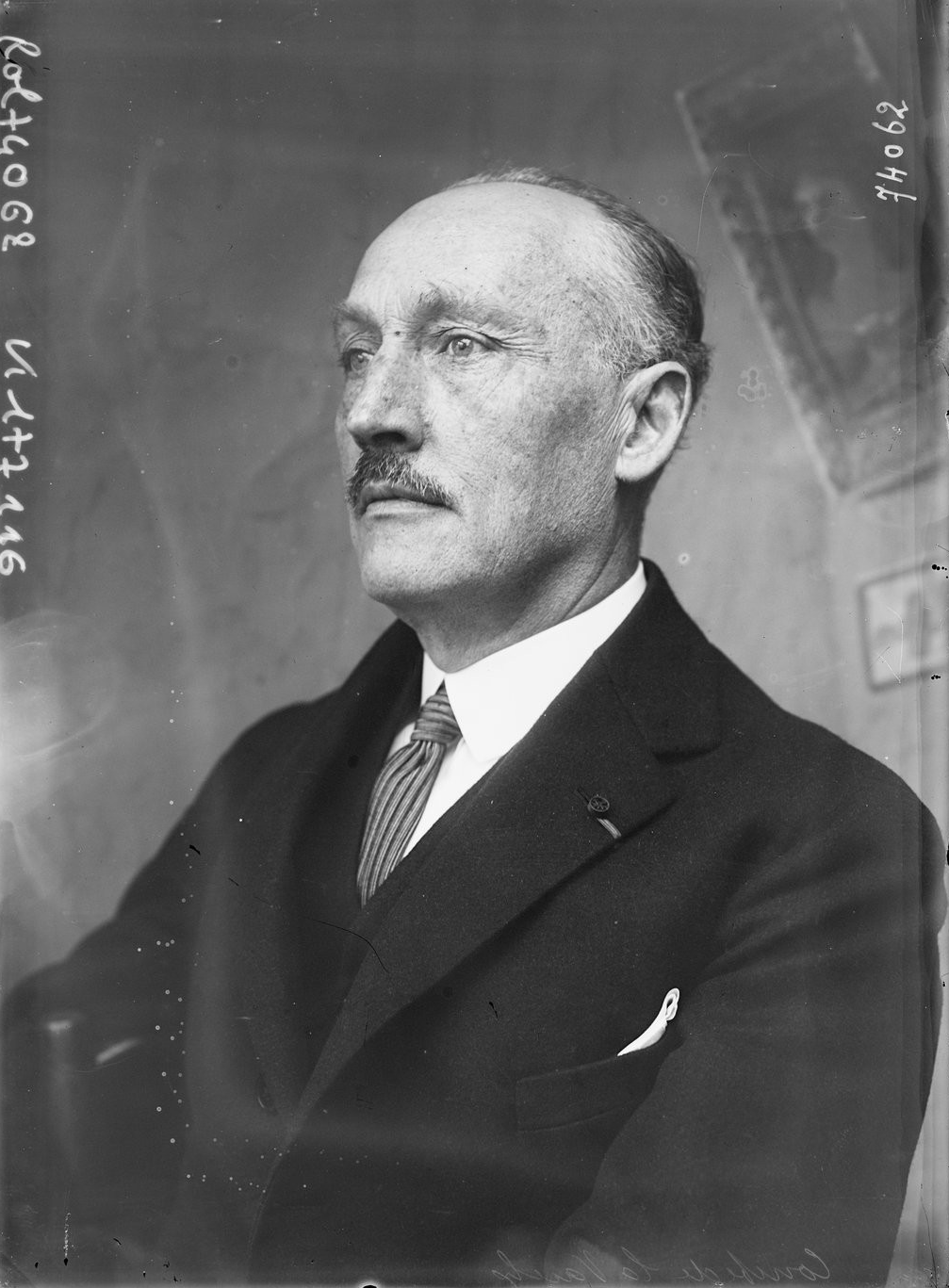
Henry de La Vaulx.

- - Henry de la Vaulx (1870-1930), aéronaute et aviateur, l'un des fondateurs de l’Aéroclub de France et de la Fédération Aéronautique Internationale[réf. nécessaire], auteur de nombreux ouvrages sur ses explorations et la conquête de l’air. Mort en service commandé, il eut des funérailles nationales aux Invalides.

Branche de Saint-Ouen, à Saint-Ouen-lès-Parey, et de Pologne
Les principales alliances de cette branche de Saint-Ouen et de Pologne sont : Ranfaing, Pavant de Ceccaty, Baillet d’Epense, Canon de Ville, Kostecka, de Sievert, Trepka, Wiercienski, etc. Les personnages les plus notables sont :

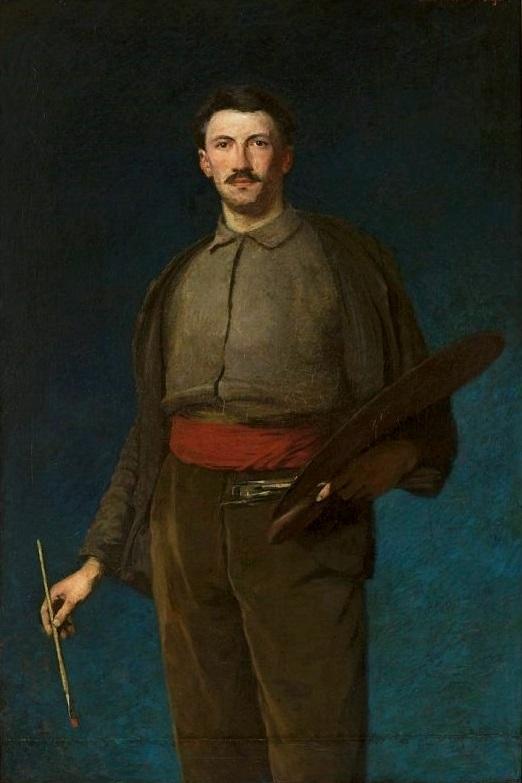
Ludwik de Laveaux.

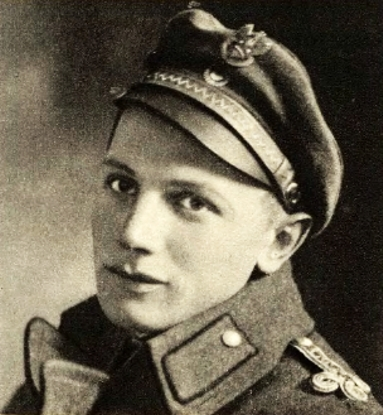
Général Ludwik de Laveaux.

- Guillaume Antoine de Lavaulx de Saint-Ouen, né en 1701, alias Ludwik de Laveaux, émigra à la suite d’un duel, et servit dans les troupes de Catherine II. Il est l'auteur de la branche de Pologne,
  - Ludwik de Laveaux (1868-1894), artiste peintre, mort à Paris, sujet de nombre de ses toiles. Une partie de ses œuvres est exposée au Musée de Cracovie,
  - Ludwik de Laveaux (1891-1969), général de brigade de l'armée polonaise, décoré de plusieurs ordres

## Demeures
- Duché de Bar : châteaux de Bazeilles, Lavaulx, Haudiomont, Vrécourt, Sommerécourt, Sauville, Saint-Ouen-lès-Parey, Pompierre,
- Duché de Lorraine : châteaux de Parey-sous-Montfort, de Villers,
- France : châteaux de Villers-Agron, de Rozoy-Belleval, de Pont-Rémy
- Autriche et Bohême : château de Baubin, domaine de Deutsch-Wagram, domaine de Nagy Surany,
- Pologne : domaines de Grzmucin, Rycerka, Sygneczow, Kobylka, Jaglin, Janikow.

## Titres
- Baron de Vrécourt en 1612 : titre accordé par le duc Henri II de Lorraine
- Comte de Lavaulx en 1734 : titre accordé par le duc François III de Lorraine à Vienne et le 28 décembre 1736 par la duchesse de Lorraine Élisabeth-Charlotte

Ces titres étrangers ont été repris en France par le généalogiste d'Hozier pour les honneurs de la Cour accordés à Charles de Lavaulx (1738-1815) en 1783. 
Régis Valette ne mentionne pas de titres réguliers pour cette famille en France.

## Armoiries
Les Lavaulx portent : écartelé au 1er et 4e d’azur à deux truites adossées d’argent, écaillées de gueules, cantonnées de quatre croisettes recroisetées d’argent, au pied fiché d’or, qui est de Chiny ; au 2e et 3e de sable à trois herses d’argent, qui est de Laval ou de la Vaulx ancien; sur le tout : de sable à trois tours d’argent, deux et un, qui est de Lavaulx.
L’écu est surmonté d’une couronne murale, qui est d’honneur et repose en pointe sur une couronne de comte. Tenant d’armes : deux sauvages au naturel, tenant deux bannières, l’une de Chiny, l’autre de Luxembourg. Le cimier est un tambour surmonté de deux baguettes de gueules.
Devise : Tout par amour.

## Postérité
- Plaque au 122 avenue des Champs-Élysées à Paris en hommage à Henry de La Vaulx (1870-1930).

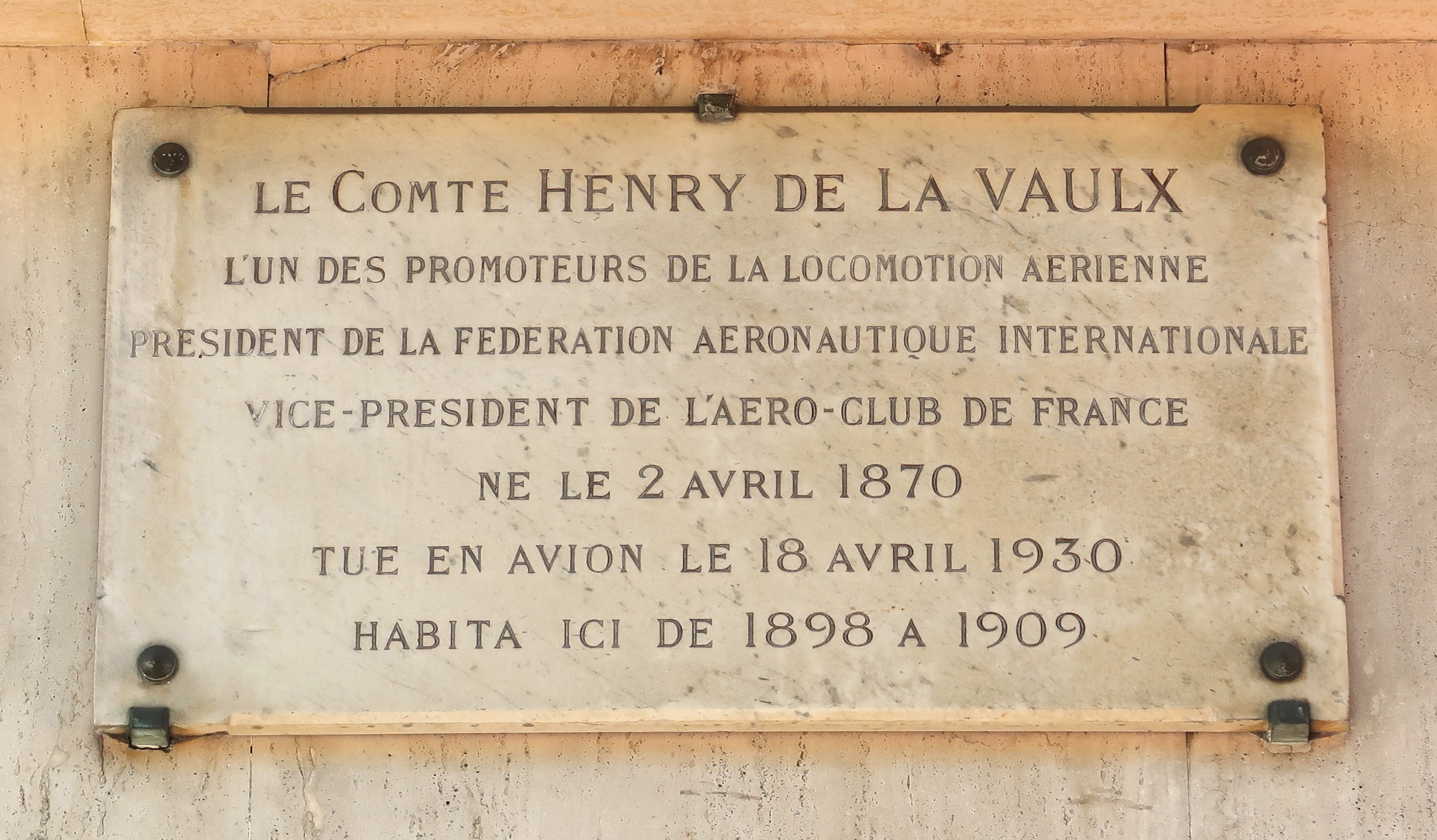